# District de Dravlje
Le district de Dravlje est l'un des 17 districts de la municipalité de Ljubljana.

## Points d'intérêt
La vallée de Kucja (en) appartient au district de Dravlje

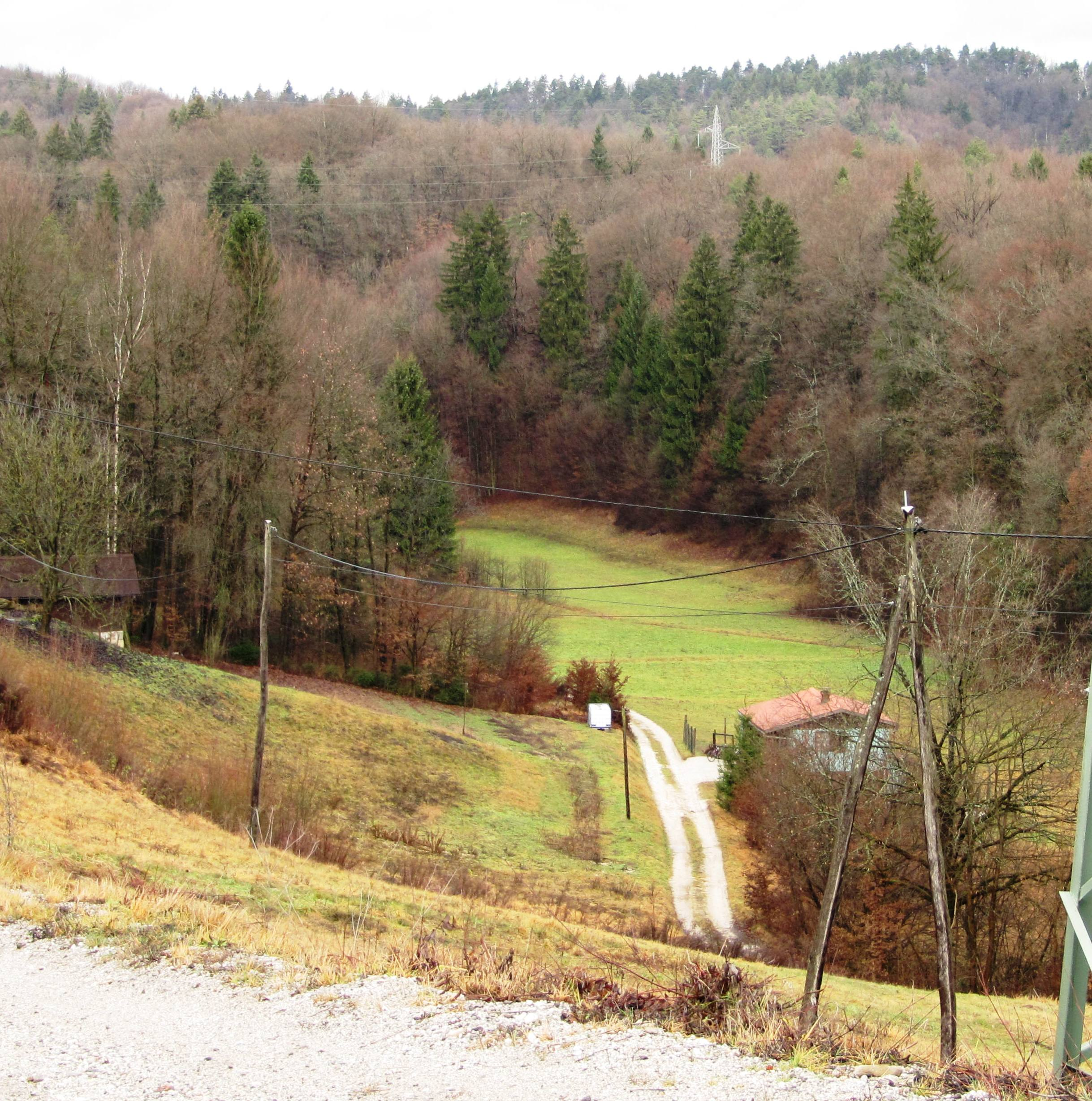
Vue de la vallée
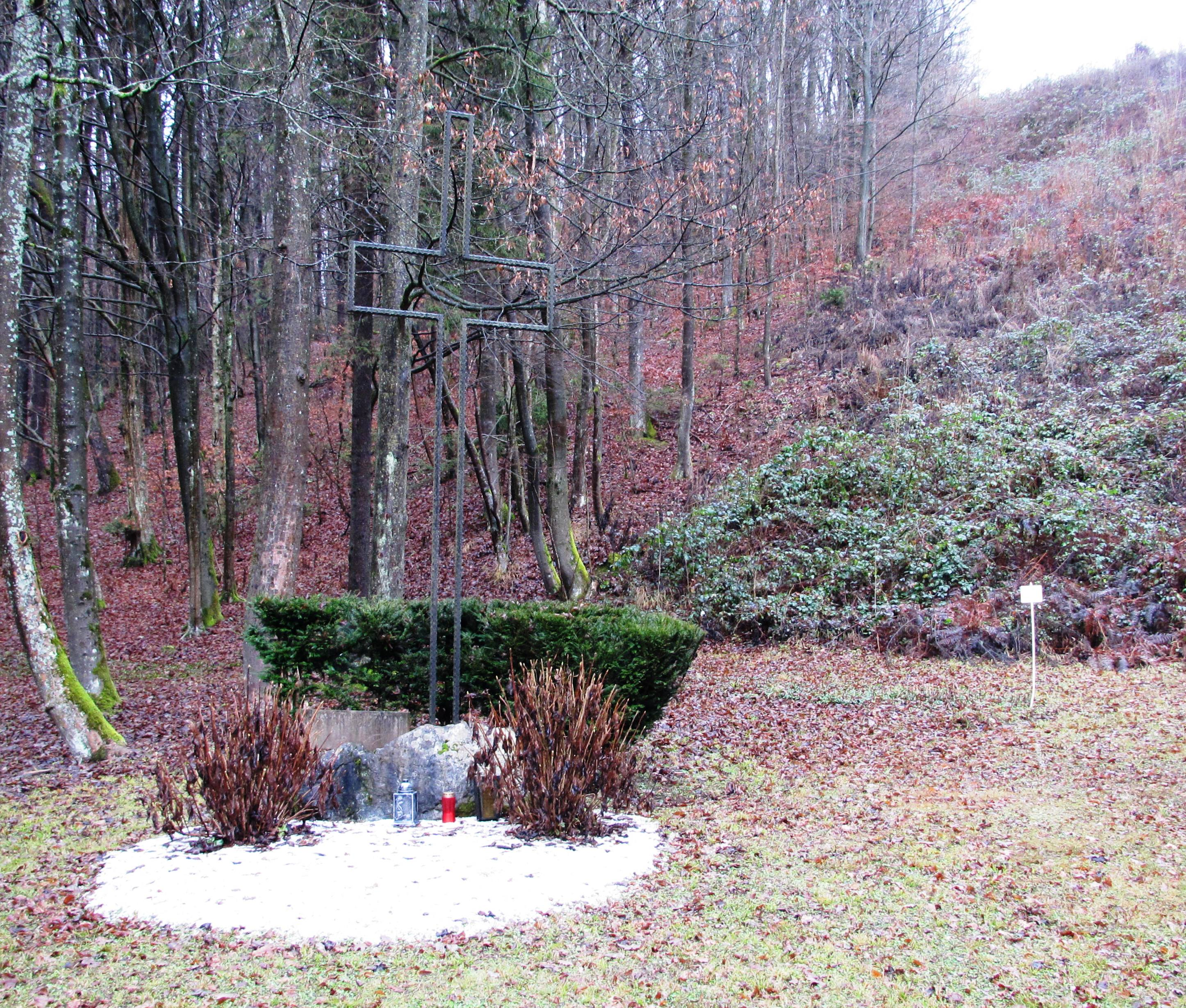
Une fosse commune datant de 1945

## Histoire
Il doit son nom à l'ancienne ville de Dravlje (en).

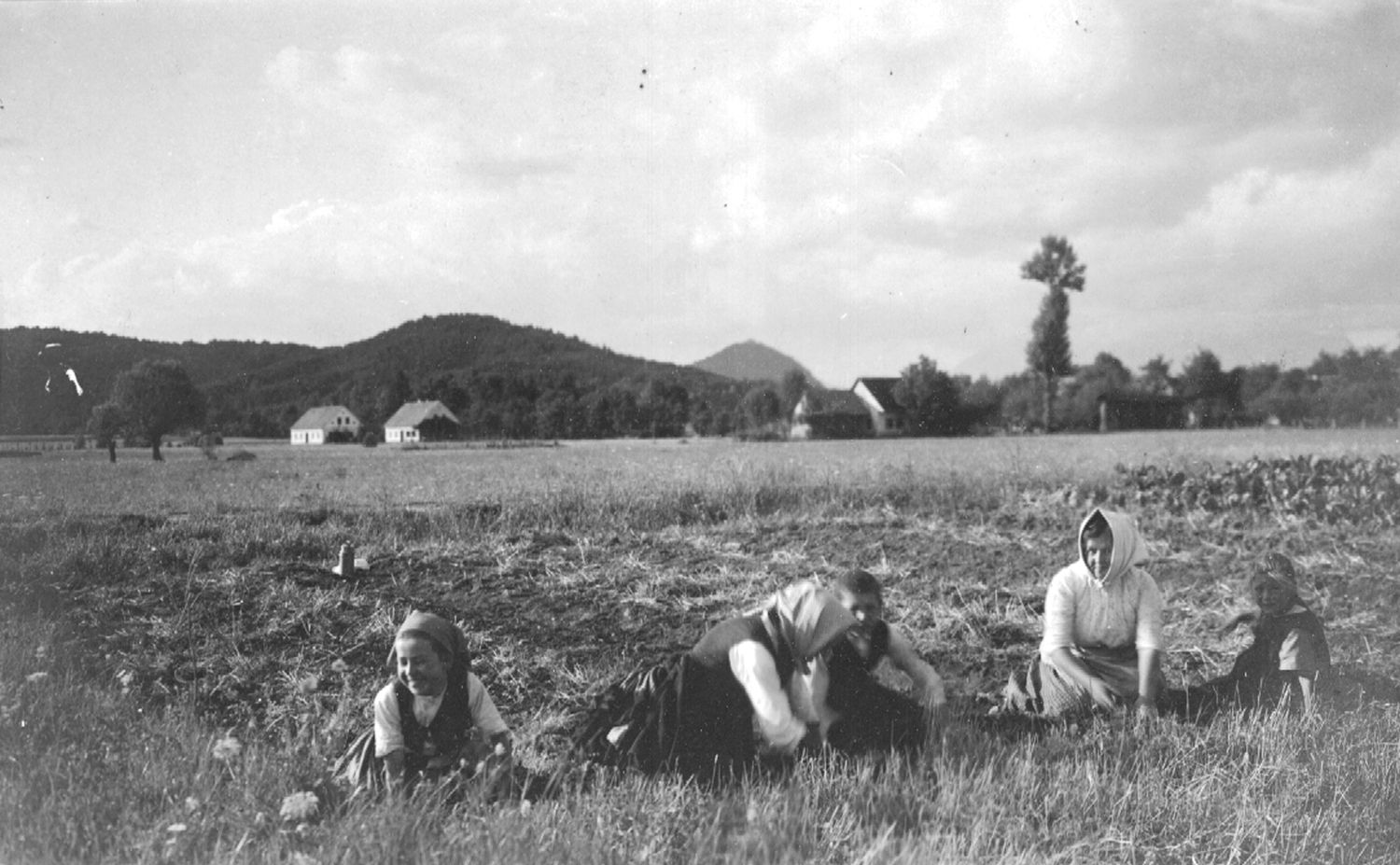
Plevice Copovtova, 1913. Photographie de Fran Vesel
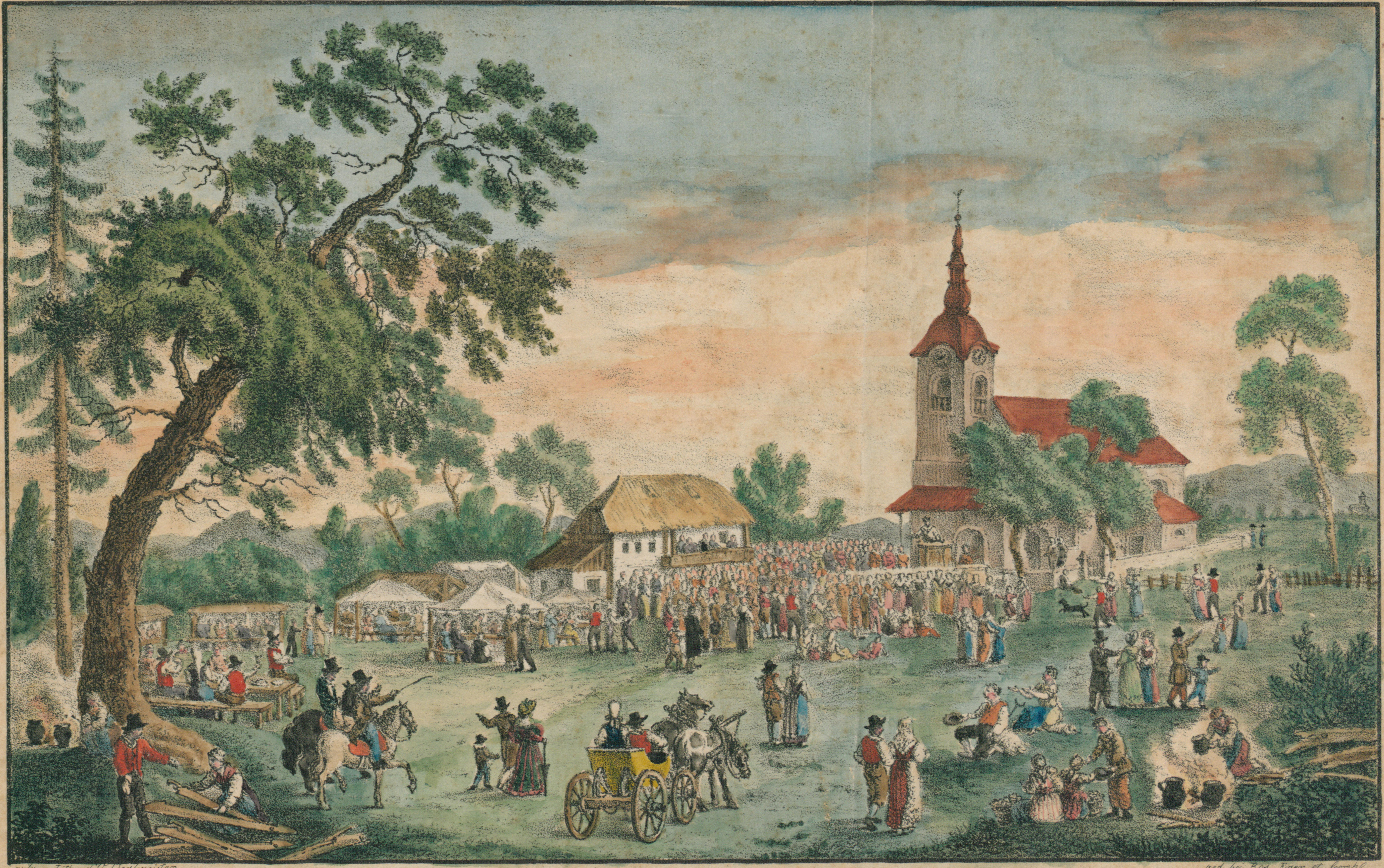
Église Saint-Roch, entre 1832 et 1839
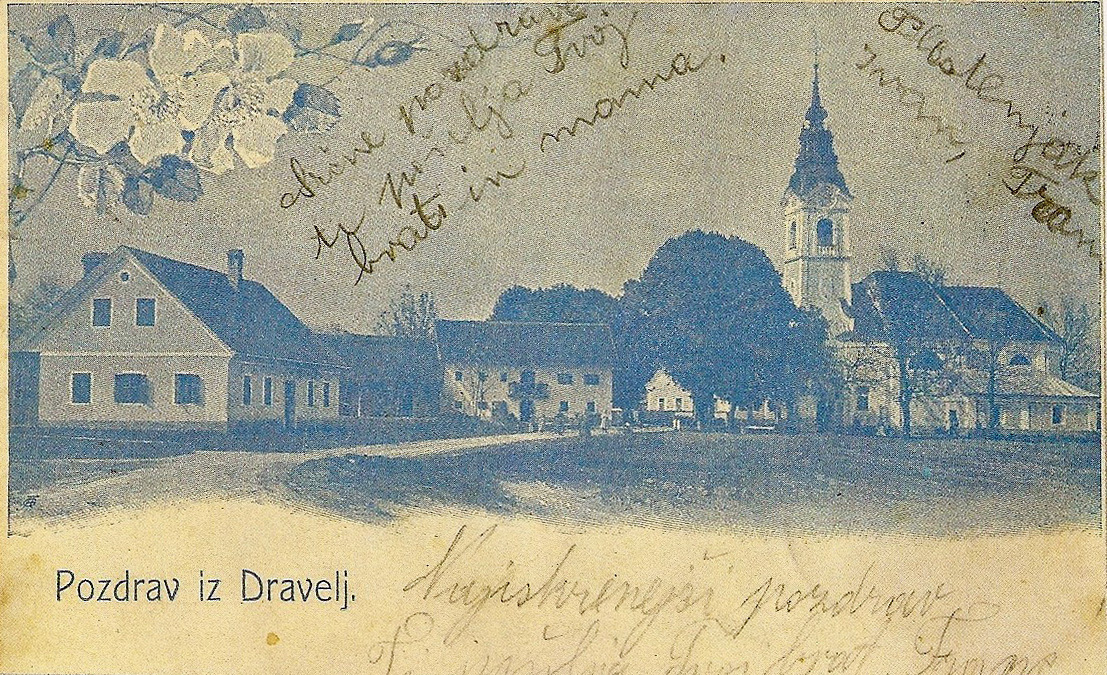
1re moitié de XXe siècle